# Мёллер, Альфред
Фри́дрих А́льфред Гу́став Йобст Мёллер (нем. Friedrich Alfred Gustav Jobst Möller; 1860—1922) — немецкий миколог и лесовод, ученик Оскара Брефельда.

## Биография
Альфред Мёллер родился в Берлине 12 августа 1860 года. Племянник известного естествоиспытателя, дарвиниста Фрица Мюллера. Учился в Лесном исследовательском институте в Эберсвальде, в 1887 году получил степень доктора философии. Затем на несколько лет Мёллер отправился в Бразилию дипломатическим курьером, с 1890 по 1893 жил вместе с дядей Фрицем Мюллером в Блуменау. В Бразилии Альфред занимался изучением поведения муравьёв, занимающихся выращиванием необходимых им видов грибов (включая описанный им Leucoagaricus gongylophorus и другие). Также Мёллер описал множество видов грибов, впоследствии обобщив свои наблюдения в трёх томах серии Botanische Mittheilungen aus den Tropen Андреаса Шимпера.
С 1899 года Мёллер преподавал в Лесном исследовательском институте, где возглавлял микологическое отделения, в 1900 году стал профессором. В 1908 году он был избран директором института в Эберсвальде.
После 1916 года Альфрёд Мёллер занимался изданием работ и написанием биографии Фрица Мюллера.
4 ноября 1922 года Мёллер скончался. Впоследствии его именем была названа улица в Эберсвальде.
Заспиртованные образцы грибов, привезённые Мёллером в Берлин, уцелели во время Второй мировой войны и в настоящее время хранятся в Берлинском ботаническом музее (B). Также множество образцов имеется в гербарии Гамбургского университета (HBG).

## Некоторые научные публикации
- Möller, A. Die Pilzgärten einiger südamerikanischer Ameisen. — Jena, 1893. — 127 p.
- Möller, A. Brasilische Pilzblumen. — Jena, 1895. — 152 p.
- Möller, A. Protobasidiomyceten. — Jena, 1895. — 179 p.
- Möller, A. Phycomyceten und Ascomyceten. — Jena, 1901. — 319 p.

## Роды грибов, названные в честь А. Мёллера
- Moelleria Bres., 1896, nom. illeg. [≡ Moelleriella Bres., 1897, nom. nov.]
- Moelleroclavus Henn., 1902 [= Xylaria Hill ex Schrank, 1789, nom. cons.]
- Moellerodiscus Henn., 1902 [= Ciboria Fuckel, 1870]